# 메리 마우저
메리 마우저(Mary Mouser, 1996년 5월 9일 ~ )는 미국의 배우이다.

## 출연 작품
- 필드 오브 로스트 슈즈 - 리비 클라인딘스트 역
- 난 지구 반대편 나라로 가버릴테야 - 오드리 깁슨 역